# 阿里翁

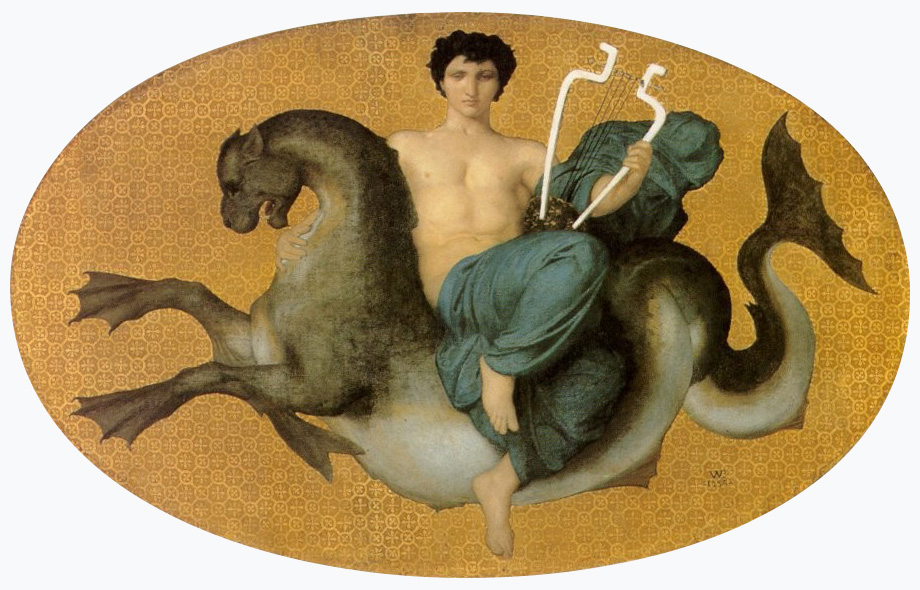
骑在海马上的阿里翁

阿里翁（希腊语：Αρίων）半传说式的古希腊诗人和歌手，据说生活于公元前7世纪，2015年一顆質量大於木星十倍以上的系外行星海豚座18b以他命名。
有关阿里翁的著名神话是，阿里翁曾被所乘船上的水手抢劫，被迫跳海；一只海豚被他的歌声打动，因而把他救上岸。有一种说法认为，这只海豚是喜爱阿里翁的音乐之神阿波罗变的。
传统上认为阿里翁是古代酒神节上所唱的狄俄倪索斯颂歌的发明者。

## 资料来源
- 《神话辞典》，（苏联）M·H·鲍特文尼克等，统一书号：2017·304